# Mari Yonehara
Mari Yonehara (米原 万里, Yonehara Mari, 29 avril 1950 – 25 mai 2006) est une traductrice, essayiste, écrivaine et romancière japonaise ainsi qu'une interprète simultanée entre le russe et le japonais, plus connue au Japon pour l'interprétation simultanée dans les années 1980 et 90 et en tant qu'écrivaine dans les années 2000.

## Biographie
Yonehara naît à Tokyo. Son père  Itaru Yonehara est membre du parti communiste japonais et siège à la Chambre des représentants du Japon en tant que représentant de la préfecture de Tottori, tandis que son grand-père, Yonehara Shōzō, est président de l'assemblée de la préfecture de Tottory et membre de la Chambre des pairs.
En 1959, Itaru est envoyé à Prague en Tchécoslovaquie en tant que rédacteur de Les problèmes de la paix et du Socialisme, magazine international du parti communiste, en compagnie de sa famille. Mari étudie d'abord le tchèque, mais son père la place dans une école internationale dirigée par l'Union soviétique, où l'éducation est menée en langue russe afin que ses enfants puissent continuer la pratique de la langue au Japon. Le programme scolaire met l'accent sur la familiarisation à l'idéologie communiste, et les camarades de classe de Yonehara comptent des enfants de plus de 50 pays.
Après son retour au Japon en 1964, Yonehara fréquente le lycée, puis l'Université de Tokyo des études étrangères, dont elle sort diplômée en russe. Elle adhère également au parti communiste japonais. Elle participe ensuite à un programme de troisième cycle à l'Université de Tokyo, où elle est obtient une maîtrise en culture et littérature russe. Après avoir quitté l'université, elle enseigne le russe au « Gakuin soviétique » (actuel « Institut de langue russe de Tokyo ») et à la « division universitaire » du Bunka Gakuin, tout en travaillant comme interprète et traductrice à temps partiel. En 1980, elle cofonde l'association des interprètes de russe (ロシア語通訳協会, Roshiago Tsūyaku Kyōkai) dont elle devient la première secrétaire générale. Elle est présidente de l'association de 1995 à 1997 et de 2003-2006 jusqu'à sa mort. 
Avec la disparition et l'effondrement de l'Union soviétique, ses services sont très demandés par les agences de presse, la télévision et aussi par le gouvernement japonais. Elle est également invitée au cours de la visite du président russe Boris Eltsine au Japon en 1990.
Du mois d'avril 1997 au mois de mars 1998, elle apparaît dans le programme éducatif sur la langue russe de la NHK. 
En 2001 elle reçoit le prix Sōichi Ōya (大宅壮一ノンフィクション賞, Ōya Sōichi Non-fikushon Shō) pour La profonde vérité rouge d'Anya la menteuse (嘘つきアーニャの真っ赤な真実, Uso-tsuki Ānya no Makka na Shinjitsu)  (ISBN 978-4-04-883681-4) sur la recherche de ses camarades de classe à Prague après l'effondrement du bloc soviétique.
En 2003 elle est lauréate du (prix Bunkamura des Deux Magots ドゥマゴ文学賞) pour son long roman La Question rhétorique d'Olga Morisovna (オリガ・モリソヴナの反語法, Origa Morisovuna no Hango-hō)  (ISBN 978-4-08774572-6) publié en 2002, sur une ancienne danseuse de l'ère soviétique
À partir de 2003, elle est commentatrice régulière dans le programme télévisé du dimanche soir du TBS , The Broadcaster (ブロードキャスター, Burōdokyasutā). Elle est amatrice des jeux de mots  (駄洒落, dajare (en)), des blagues grivoises (下ネタ, shimoneta), et elle entretient de nombreux chats et chiens. Elle ne s'est jamais mariée,.

## Surnoms
Parmi ses surnoms apparus dans ses essais citons «La Dame de la Salive » (つばき姫, Tsubaki Hime, pour sa capacité à manger beaucoup de sandwiches secs sans boire) : dajare sur La Dame aux camélias (椿姫, Tsubaki Hime) et « La beauté à la langue glissante » (舌禍美人, Zekka Bijin) : également un dajare sur La pipe du Hollandais (月下美人, gekka bijin). 
Elle est également membre active et officielle du PEN club japonais.
Elle meurt d'un cancer des ovaires à son domicile de Kamakura à l'âge de 56 ans.

## Source de la traduction
- (en) Cet article est partiellement ou en totalité issu de l’article de Wikipédia en anglais intitulé « Mari Yonehara » (voir la liste des auteurs).